# Gittrige Hornhautdystrophie
Die gittrige Hornhautdystrophie (LCD) ist eine vergleichsweise häufige und schwere angeborene Form einer Hornhautdystrophie mit netzförmiger Trübung der Hornhaut.

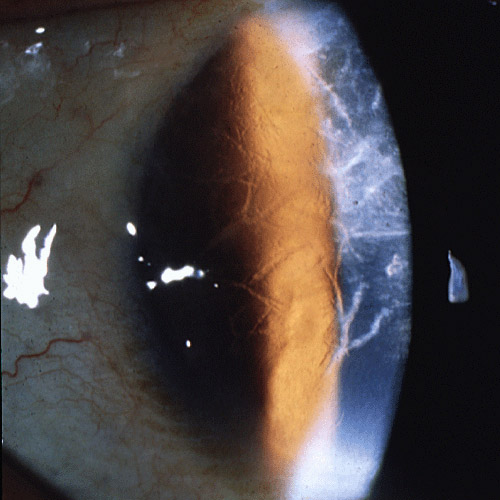
Ein Netz dicker streifiger Hornhautverschattungen bei gittriger Hornhautdystrophie Variante Typ III mit homozygoter Punktmutation (Leu527Arg) im TGFBI-Gen

Synonyme sind: gittrige Hornhautdystrophie; Haab-Dimmer-Hornhautdystrophie; Biber-Haab-Dimmer-Syndrom; Biber-Haab-Dimmer-Degeneration; Biber-Haab-Dimmer-Dystrophie; Klassische gittrige Hornhautdystrophie; Haab-Dimmer-Syndrom; lateinisch Dystrophia corneae reticulata
Die Namensbezeichnungen beziehen sich auf den Autoren der Erstbeschreibung aus dem Jahre 1890 durch den schweizerischen Ophthalmologen Hugo Biber, eine Beschreibung durch seinen Landsmann Otto Haab und durch den Deutschen Friedrich Dimmer (1855–1926).

## Verbreitung
Die Häufigkeit ist nicht bekannt, die Vererbung erfolgt autosomal-dominant.

## Klassifikation
Die frühere Einteilung in mehrere Subtypen
- Typ 1, Synonyme: LCD Typ 1; LCD1
- Typ 2, Synonyme: Agel-Amyloidose; Amyloidose, familiäre, finnischer Typ; Amyloidose, hereditäre, finnischer Typ; Amyloidpolyneuropathie, familiäre, Typ 4; Gelsolin-Amyloidose[6]
- sowie LCD-Varianten (Typ IIIa, I/IIIa, IV und polymorphe Amyloidose)

wurde verlassen und aktuell als „gittrige Hornhautdystrophie“ zusammengefasst.

## Ursache
Der Erkrankung liegen Mutationen im TGFBI-Gen auf Chromosom 5, Genort q31.1, zugrunde, welches  Keratoepithelin codiert.

## Klinische Erscheinungen
Klinische Kriterien sind:
- Krankheitsbeginn in den ersten beiden Lebensjahrzehnten
- zunehmend unebenes und mattes Hornhautepithel
- gitterartige feinste Linienbildung im Hornhautstroma
- später scheibenartige Trübungen und erhebliche Visusminderung
- herabgesetzte Hornhautsensibilität
- häufig schmerzhafte Erosionen

## Differentialdiagnose
Abzugrenzen sind die anderen Formen der Hornhautdystrophie.